# Kartenalės apylinkės
Kartenalės apylinkės este o arie protejată (sit de importanță comunitară — SCI) din Lituania întinsă pe o suprafață de 118,82 ha, integral pe uscat.

## Localizare
Centrul sitului Kartenalės apylinkės este situat la coordonatele 55°51′42″N 21°23′56″E / 55.8616°N 21.399°E.

## Înființare
Situl Kartenalės apylinkės a fost declarat sit de importanță comunitară în iulie 2022 pentru a proteja un număr necunoscut de specii din flora spontană și fauna sălbatică aflate în arealul zonei.

## Biodiversitate
Situată în ecoregiunea boreală, aria protejată conține 3 habitate naturale: Păduri fino-scandinave bogate în ierburi cu Picea abies, Păduri de stejar sau de stejar și carpen sub-atlantice și medio-europene de Carpinion betuli, Păduri pe pante, grohotișuri și ravene de Tilio-Acerion.
La baza desemnării sitului se află un număr nedeclarat de specii protejate.
Pe lângă speciile protejate, pe teritoriul sitului au mai fost identificate 1 specie de plante, 1 specie de nevertebrate.